# Marguerite Bervoets
Pour les articles homonymes, voir Bervoets.
Marguerite Bervoets, est une résistante belge de la Seconde Guerre mondiale, née à La Louvière le 6 mars 1914 et exécutée à Wolfenbüttel le 7 août 1944.

## Biographie
Marguerite Marie Joséphine Bervoets, née à La Louvière le 6 mars 1914, est la fille unique de Jules Bervoets, gérant de l'Hôtel des mille colonnes, et d'Olivia Blondiaux,.
Elle fait ses études primaires à l'école moyenne de La Louvière, secondaires à l'Athénée du Centre puis à l'Athénée de Mons avant d'entrer en 1932 à l'Université libre de Bruxelles et d'en sortir licenciée en philosophie et lettres.
Elle part ensuite un an pour étudier à l'Université de Cambridge en Angleterres.
Rentrée en Belgique, elle est nommée professeur à l'école normale primaire de Tournai et professeur de littérature française à la section des régentes. Parallèlement, elle travaille à une thèse de doctorat et compose des poèmes. 
À la suite de l'invasion allemande en mai 1940, elle fait paraître dès 1941 un hebdomadaire clandestin, « La Délivrance ». Elle intègre un mouvement de résistance armée, le Groupe des cinq clochers, et prend part à des actions de renseignement et d'exfiltration de pilotes alliés.
Le 8 août 1942, Marguerite Bervoets et Cécile Detournay, qui font alors partie de la Légion belge, se rendent aux abords du champ d'aviation de Chièvres dans le but de photographier des batteries antiaériennes récemment installées. Les deux jeunes filles emportent un sac à provisions et un appareil photographique. Elles gagnent les abords du terrain et commencent à prendre des clichés. Une sentinelle allemande les surprend et les conduit devant un officier. Les jeunes filles, montrant leur sac, lui disent qu'elles se rendent à une ferme voisine pour se ravitailler et affirment qu'elles voulaient juste faire quelques photos du paysage pour terminer leurs pellicules. Malheureusement, le lieutenant allemand ordonne une enquête. Une femme, témoin à charge, conduira à l'inculpation de Marguerite Bervoets et de ses principaux dirigeants. Au domicile de Marguerite, on découvre quelques armes. 
La jeune fille avait, semble-t-il, pressenti son destin. Au lycée, elle citait souvent cette phrase de Maeterlinck : « Il est beau de savoir se sacrifier lorsque le sacrifice apporte le bonheur aux autres hommes ».
Après quelques mois d'incarcération à la prison hitlérienne de Mons, Marguerite Bervoets et Cécile Detournay sont déportées en Allemagne pour y être jugées par le Volksgerichtshof de Leer. Marguerite est condamnée à mort ; Cécile à huit années de travaux forcés.

### Sa lettre d'adieu
La lettre d'adieu (souvent appelée son testament moral) qu'elle écrivit à son amie figure dans l'Anthologie de la Résistance de Pierre Seghers. La voici :
| « Mon amie, Je vous ai élue entre toutes, pour recueillir mes dernières volontés. Je sais en effet que vous m'aimez assez pour les faire respecter de tous. On vous dira que je suis morte inutilement, bêtement, en exaltée. Ce sera la vérité… historique. Il y en aura une autre. J'ai péri pour attester que l'on peut à la fois aimer follement la vie et consentir à une mort nécessaire. À vous incombera la tâche d'adoucir la douleur de ma mère. Dites-lui que je suis tombée pour que le ciel de Belgique soit plus pur, pour que ceux qui me suivent, puissent vivre libres comme je l'ai tant voulu moi-même; que je ne regrette rien malgré tout. À l'heure où je vous écris, j'attends calmement les ordres qui me seront donnés. Que seront-ils? Je ne le sais pas et c'est pourquoi je vous écris l'adieu que ma mort doit vous livrer. C'est à des êtres tels que vous qu'elle est tout entière dédiée, à des êtres qui pourront renaître et réédifier. Et je songe à vos enfants qui seront libres demain. Adieu. » |

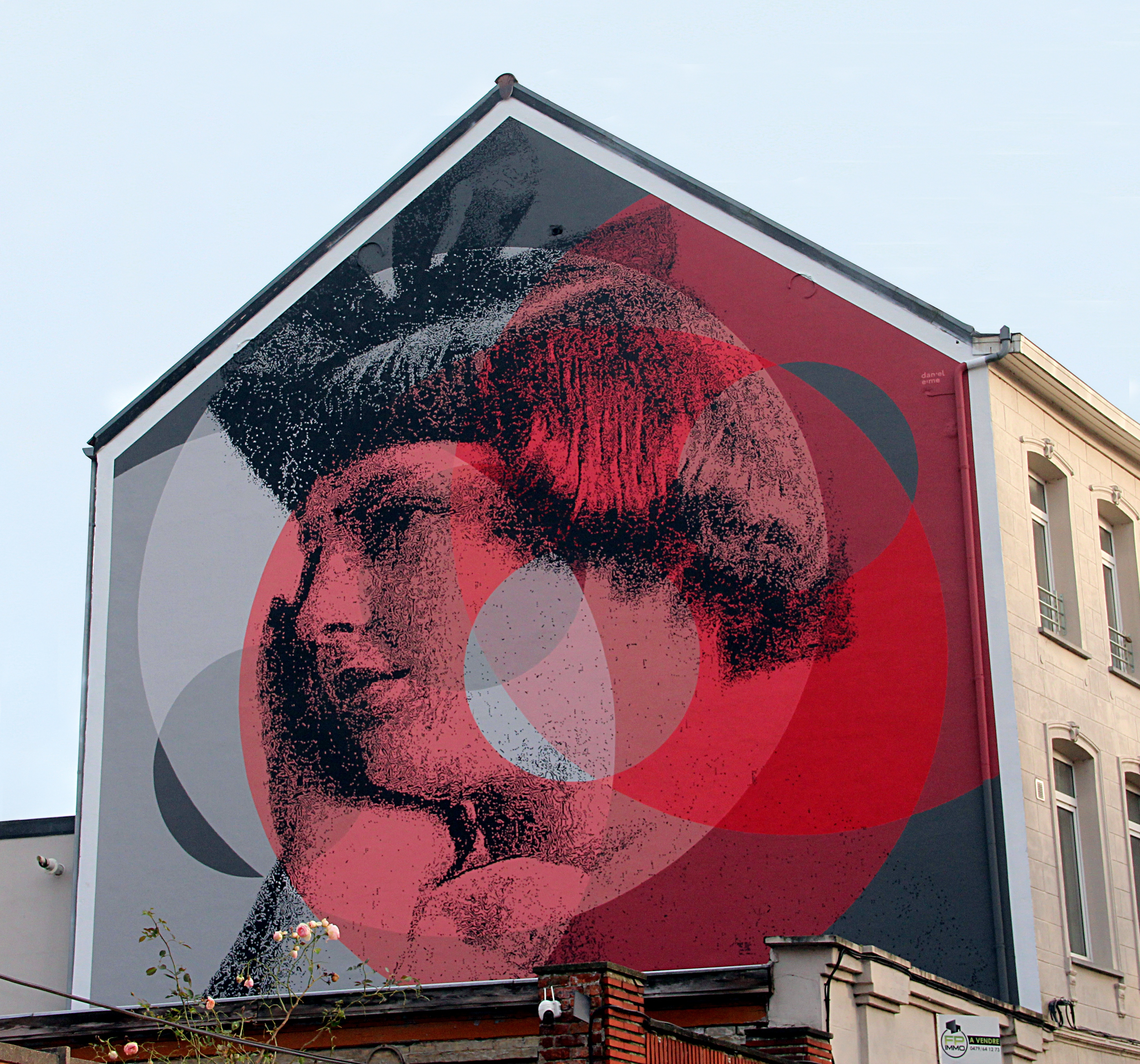
'Résistance’ œuvre d’art libre de la rue réalisée par l’artiste portugais Daniel Eime en hommage à Marguerite Bervoets.

Cette lettre a été écrite le 13 novembre 1941 à son amie Lucienne Balasse de Guide, la biographe de « cette Wallonne au patronyme flamand » comme elle tient à le souligner. Il s'agit d'une sorte de testament « à n'ouvrir qu'à l'annonce de ma mort » comme en firent tous ceux qui menaient la lutte contre la barbarie, sachant que la mort pouvait frapper à tout moment.

En 1932, dans un poème intitulé Chromatismes, elle écrivait: « Je mourrai seul, sans bruit, à la chute d'un soir »
Détenue à la prison nazie de Wolfenbüttel, Marguerite Bervoets est jugée le 26 mars 1944 et condamnée à mort. Elle est décapitée le 7 août 1944 à 19 heures en même temps qu'une autre figure de la Résistance belge : Fernande Volral.
Cécile Detournay sera libérée par les troupes américaines le 29 avril 1945.
Les chefs directs de Marguerite et de Cécile, Henri Deneubourg et Edouard Sourdeau, également arrêtés en août 1942, furent aussi guillotinés à la prison de Wolfenbüttel le 1er juin 1944.

## Reconnaissances
- En l'honneur de Marguerite Bervoets, le lycée de Mons, où elle fit ses trois dernières années d'humanités et où sa mère fut directrice, porte son nom; c'est aujourd'hui l'Athénée Royal Marguerite Bervoets.
- Le 17 novembre 1946 est inauguré dans la cour de l'École Moyenne de la rue de Bouvy à La Louvière, un monument dédié à Marguerite Bervoets et à Laurette Demaret, anciennes élèves de cet établissement[6]
- Une rue de Mons porte également son nom, ainsi qu'une rue de Forest, (à Bruxelles) et même une rue de Guyancourt (près de Paris).
- Il existe de nombreux monuments qui lui rendent hommage, tant en Belgique (notamment à La Louvière grâce à un monument et à une plaque commémorative), qu'à l'étranger (par exemple sur les bords du Lac de Côme).
- La 151e promotion Sciences sociales et militaires de l’École royale militaire a comme marraine Marguerite Bervoets.
- À l'école normale de Tournai (ISEP, rue des carmes), une plaque en hommage à Marguerite Bervoets est installée dans l'entrée.